# Olympische Jugend-Sommerspiele 2010/Teilnehmer (Slowakei)
| Gelbes Symbol für Goldmedaillen mit stilisierten Olympischen Ringen | Graues Symbol für Silbermedaillen mit stilisierten Olympischen Ringen | Braundes Symbol für Bronzemedaillen mit stilisierten Olympischen Ringen |
| ------------------------------------------------------------------- | --------------------------------------------------------------------- | ----------------------------------------------------------------------- |
| —                                                                   | 2                                                                     | 3                                                                       |

Die Jugend-Olympiamannschaft der Slowakei für die I. Olympischen Jugend-Sommerspiele vom 14. bis 26. August 2010 in Singapur bestand aus 18 Athleten.

## Athleten nach Sportarten

### Fechten
Mädchen
- Michala Cellerová
Florett Einzel: 7. Platz
Mixed: 5. Platz (im Team Europa 4)

### Judo
| Mädchen - Andrea Krišandová Klasse bis 52 kg: 9. Platz Mixed: Gold (im Team Essen) | Jungen - Arpád Szakács Klasse bis 81 kg: Bronze |

### Kanu
Jungen
- Miroslav Urban
Kajak-Einer Slalom: Silber 
Kajak-Einer Sprint: 21. Platz

### Leichtathletik
Mädchen
- Katarína Strmeňová
5 km Gehen: 8. Platz
- Claudia Hladiková
Weitsprung: 14. Platz

### Moderner Fünfkampf
| Mädchen - Elka Sedileková Einzel: 23. Platz Mixed: 19. Platz (mit Valentin Prades Frankreich) | Jungen - Ján Szalay Einzel: 14. Platz Mixed: 24. Platz (mit Mariana Laporte Brasilien) |

### Rudern
Jungen
- André Rédr
Einer: 12. Platz

### Schwimmen
| Mädchen - Katarína Listopadová 100 m Freistil: 4. Platz 200 m Freistil: 23. Platz 50 m Schmetterling: 4. Platz 100 m Schmetterling: 4. Platz - Aurélia Trnovcová 50 m Brust: 17. Platz 100 m Brust: 25. Platz | Jungen - Pavol Jelenák 200 m Freistil: 32. Platz 400 m Freistil: 24. Platz - Martin Fakla 50 m Rücken: 10. Platz 100 m Rücken: 25. Platz |

### Tennis
| Mädchen - Jana Čepelová Einzel: Bronze Doppel: Silber - Chantal Škamlová Einzel: Achtelfinale Doppel: Silber | Jungen - Jozef Kovalík Einzel: Achtelfinale Doppel: Bronze - Filip Horanský Einzel: 19. Platz Doppel: Bronze |